# 温州模式
温州模式是指中國在改革开放以后，发源于浙江台州椒江区海门镇，后以浙江温州地区为代表，涵盖台州地区在内的一種经济发展模式。是一種放手发展民营经济，发展市场经济，政府在经济发展中“无为”的模式。
温州台州属于历史上东瓯国境内，至今在文化上仍然高度相似。

## 名字的来源
1979年，浙江省台州市黄岩县海门镇，出现了第一批当时非法运营的非公有制的工商户，这是整个浙江省社会主义民营经济的开端。
1985年，“温州模式”这一名词最早出现在《解放日报》。报道记者为：张也平（原《解放日报》国内新闻部主任）；桑晋泉（原《解放日报》记者）

## 发展方式
温州模式被称作“鱼群经济”，形容温州遍地的小企业，小家庭作坊场景及灵活的民间资本（温州民间资本融资灵活，加上天然抱团习惯，形成了温州民间资本的优势）。和苏南模式的集体经济，产品主要为大工业配套服务不同，和广东模式注重利用外资发展也不同。
政府在经济发展的过程之中，扮演了“无为”者的角色，更多的时候，政府对民间的经济行为采取睁一只眼闭一只眼的态度。有人认为，这是政府早期因无市场经济经验而无所作为，也有人认为是“因无能而无为”，给人以当地政府无所事事的印象。但是另外有人认为，在当时的政治经济环境下，让那些不符合主流的事情和现象存在和发展，而非压制和取缔，当地政府及其官员为此冒着极大的政治风险。直到上世纪90年代初，当地政府仍然需要面对外界对温州私营经济比重过高的指责。

## 缺点
同改革开放的另外一种模式苏南模式相比，由于缺乏必要的监管和引导，温州模式也导致了假冒伪劣横行。在很长的一段时间里，温州产品几乎等同于劣质假冒货的代名词。而相对比之下，江苏苏南三市则迅速通过引进外资，合作建厂，使得苏南地区的产品成为全世界高品质名牌产品的生产地，众多跨国企业落户苏南地区，其国民生产总值远远超过温州模式的地区。但这种优势亦与苏南地区较强的经济基础和较优越的交通地理位置有关。

### 环境污染
温州模式粗放的发展方式，对当地的自然环境造成了及其恶劣的破坏，在不很长的时间里，当地遍布的河流水道几乎都受到了污染，如比较出名的平阳水头制革污染。还有电镀业也对当地的环境造成严重破坏。

### 里程碑事件
1987年8月8日，在杭州武林门广场举行了烧毁温州假冒伪劣鞋的活动。这个事件被认为是温州经济的一个耻辱，也是从这里开始，温州商品开始走向注重质量和诚信的道路。也因此事件，2002年起，溫州市定8月8日為“溫州誠信日”。2007年8月8日溫州市信用辦等部門在杭州武林广场以此為主題舉行活動。

## 现状
近年来受制于国家政策，以及金融危机，温州资本开始离开大陆，造成外界对于温州模式持续发展能力的质疑。